# Macchemù
Macchemù è stato un programma televisivo italiano di prima serata, trasmesso nel 2000 su Italia 1. Andato in onda con una puntata pilota il 13 giugno, venne confermato in autunno per un'unica edizione, composta da quattro puntate in diretta al martedì, dal 3 al 24 ottobre, dallo Studio 76 di Via Mecenate a Milano. Il nome deriva dall'abbreviazione delle prime parole del titolo Ma che musica maestro, singolo d'esordio di Raffaella Carrà (che fu anche la sigla di Canzonissima 1970).
La puntata pilota fu condotta da Paola Barale e Alessia Marcuzzi che non venne poi riconfermata alla conduzione autunnale, lasciando come conduttrice unica del programma la sola Barale. La trasmissione vedeva anche la partecipazione fissa del comico Max Pisu nella puntata pilota mentre di Fabrizio Fontana nelle quattro autunnali.

## Il programma

### Struttura
Macchemù consisteva in una gara tra le più famose sigle TV italiane, eseguite dal vivo in studio. La maggior parte è stata eseguita dagli interpreti originali, accompagnati dall'orchestra diretta da Fabio Frizzi. Alcune, invece, sono state cantate come cover da attori e presentatori appartenenti al mondo Mediaset, mentre la sigla di Jeeg robot d'acciaio venne cantata da Douglas "Dougie" Meakin (già cantante e autore di numerose sigle) in quanto Fogus era scomparso nel 1995.
Il pubblico da casa (e in studio solo nella puntata pilota, in quanto tale era registrata), tramite il televoto, poteva decidere per ogni categoria quale delle sigle fosse la vincitrice di puntata, fino alla proclamazione della sigla vincitrice in assoluto (che fu quella dei Pokémon, cantata da Giorgio Vanni).

### I partecipanti
- Ambra - "Non è la Rai" (sigla del programma TV Non è la RAI)[2]
- Cesare Cadeo e Giorgio Mastrota - "La ballata di Bo & Luke" (sigla in versione cover della serie TV Hazzard)
- Paolo Calissano - "Capitan Harlock" (sigla in versione cover dell'anime Capitan Harlock)
- Candid Angels (il cast) con Guido Bagatta e Alvin[3] - "The Addams Family" (sigla in versione cover della serie TV La famiglia Addams)
- Irene Cara - "Fame" (sigla del film e della serie TV Saranno Famosi)
- I Cavalieri del Re - "Lady Oscar" (sigla dell'anime Lady Oscar), "L'uomo tigre" (sigla dell'anime L'Uomo Tigre), "Woobinda" (sigla della serie TV Woobinda)
- Lucio Ciaramitaro - "Dallas" (sigla della serie TV Dallas)
- Luisa Corna, Davide De Zan e Guido Meda[4] - "Movin' on Up" (sigla in versione cover della serie TV I Jefferson)
- Bruno D'Andrea - "Na-no na-no" (sigla della serie TV Mork & Mindy)
- Cristina D'Avena - "Canzone dei Puffi" (prima sigla da lei cantata della serie animata de I Puffi)
- Douglas Meakin (Superobots) - "Jeeg Robot" (sigla in versione cover dell'anime Jeeg Robot d'acciaio)
- Nico Fidenco - "Arnold" (sigla della serie TV Il mio amico Arnold)
- Pippo Franco - "Isotta" (sigla del programma TV Secondo voi)
- I Fratelli Balestra con Marco Ferradini - "Daitan III" (sigla dell'anime Daitarn 3)
- I Gatti di Vicolo Miracoli - "Capìto?!" (sigla dell'edizione 1978–1979 di Domenica in)
- Daniela Goggi - "Oba-ba-luu-ba" (sigla del programma TV Due ragazzi incorreggibili)
- Amanda Lear - "Tomorrow"
- Lillo & Greg - "The Flintstones" (sigla in versione cover della serie animata de Gli Antenati)
- Little Tony - "Love Boat" (sigla della serie TV Love Boat)
- Mal - "Furia" (sigla della serie TV Furia)
- Laura Marcora con I Piccoli Cantori di Milano - "Portobello" (sigla del programma TV Portobello)
- Mita Medici - "A ruota libera" (sigla dell'edizione 1973 di Canzonissima)
- Oliver Onions - "Sandokan" (sigla della serie TV Sandokan)
- Vincenzo Polito - "Il Grande Mazinger" (sigla dell'anime Il Grande Mazinger)
- Memo Remigi e Topo Gigio - "Che tipo di topo" (sigla del programma TV L'inquilino del piano di sotto)
- Douglas Meakin (Rocking Horse) - "Candy Candy" (sigla dell'anime Candy Candy)
- Gigi Sabani - "A me mi torna in mente una canzone" (sigla dell'edizione 1983 di Premiatissima)
- Katia Svizzero - "L'Apemaia" (sigla dell'anime L'ape Maia)
- Alberto Tadini - "Ufo Robot" (sigla dell'anime UFO Robot Goldrake)
- Lino Toffolo - "Johnny Bassotto" (sigla del programma TV Anteprima di CHI?)
- Giorgio Vanni - "Pokémon" (sigla della prima serie dell'anime Pokémon)
- Irene Vioni con Castellina-Pasi - "Lupin" (sigla della seconda serie dell'anime Lupin III)
- Vivere (il cast) - "Happy Days" (sigla in versione cover della serie TV Happy Days)
- Elisabetta Viviani - "Heidi" (sigla dell'anime Heidi)
- Arturo Zitelli - "Zorro" (sigla della serie TV Zorro)
- Zuzzurro e Gaspare con Athina Cenci[3] - "Emilio" (sigla del programma TV Emilio)

### Esibizioni degli ospiti
- Renzo Arbore - "Sì, la vita è tutt'un quiz" + "Vengo dopo il Tiggì" (entrambe sigle del programma TV Indietro tutta!), e "Ma la notte no!" + "Il materasso" (sigle di apertura e di chiusura del programma TV Quelli della notte)
- Sandra Mondaini - "Sbirulino" (sigla del programma TV Io e la Befana)
- Lorella Cuccarini - "Sugar Sugar" (sigla dell'edizione 1985–1986 di Fantastico), "Io ballerò" (sigla del programma TV Festival), "La notte vola" (sigla del programma TV Odiens), e "Liberi liberi" (sigla dell'edizione 1991–1992 di Buona Domenica)

## Ascolti

### Puntata pilota
| Data           | Telespettatori | Share  | Ospite       |
| -------------- | -------------- | ------ | ------------ |
| 13 giugno 2000 | 3.283.000      | 14,54% | Renzo Arbore |

### L'edizione
| Puntata | Data            | Telespettatori | Share  | Ospiti                           |
| ------- | --------------- | -------------- | ------ | -------------------------------- |
| 1       | 3 ottobre 2000  | 2.869.000      | 10,98% | Paolo Bonolis                    |
| 2       | 10 ottobre 2000 | 2.583.000      | 10,11% | Marco Columbro e Sandra Mondaini |
| 3       | 17 ottobre 2000 | 3.355.000      | 12,74% | Pippo Baudo                      |
| 4       | 24 ottobre 2000 | 3.553.000      | 13,45% | Lorella Cuccarini                |
| Media   | Media           | 3.100.000      | 12,00% |                                  |